# Elecciones provinciales de La Pampa de 2015
Las Elecciones Generales de la Provincia de La Pampa 2015 se realizaron a cabo el 25 de octubre de 2015. Además de los cargos ejecutivos, se eligieron 30 Diputados.

## Reglas electorales
- Gobernador y vicegobernador electos por mayoría simple.
- 21 diputados, la totalidad de los miembros de la Cámara de Diputados Provincial. Electos por toda la provincia por sistema d'Hondt con un piso electoral de 3%.

## Elecciones generales

### Primarias - Partido Justicialista
| Fórmula               | Fórmula                   | Lista                 | Lista                          | Votos   | %     |
| Gobernador            | Vicegobernador            | Lista                 | Lista                          | Votos   | %     |
| --------------------- | ------------------------- | --------------------- | ------------------------------ | ------- | ----- |
| Carlos Verna          | Mariano Alberto Fernández |                       | Lista 1 - Peronismo Pampeano   | 57.624  | 56,28 |
| Fabián Bruna          | José Allier               |                       | Lista 5 - Compromiso Peronista | 44.770  | 43,72 |
| Votos positivos       | Votos positivos           | Votos positivos       | Votos positivos                | 102.394 | 92,64 |
| Votos en blanco       | Votos en blanco           | Votos en blanco       | Votos en blanco                | 7.764   | 7,02  |
| Votos nulos           | Votos nulos               | Votos nulos           | Votos nulos                    | 369     | 0,33  |
| Diferencia de actas   | Diferencia de actas       | Diferencia de actas   | Diferencia de actas            | 1       | 0,00  |
| Participación         | Participación             | Participación         | Participación                  | 110.528 | 44,39 |
| Electores registrados | Electores registrados     | Electores registrados | Electores registrados          | 248.976 | 100   |
| Fuente:               |                           |                       |                                |         |       |

### Gobernador y vicegobernador
| Fórmula                       | Fórmula                   | Partido               | Partido                                   | Votos   | %     |
| Gobernador                    | Vicegobernador            | Partido               | Partido                                   | Votos   | %     |
| ----------------------------- | ------------------------- | --------------------- | ----------------------------------------- | ------- | ----- |
| Carlos Verna                  | Mariano Alberto Fernández |                       | Partido Justicialista                     | 97.068  | 48,60 |
| Francisco Torroba             | Eduardo Antonio Pepa      |                       | Propuesta Frente Pampeano Cívico y Social | 72.741  | 36,42 |
| Carlos Alberto Medrano        | Susa Gricelda Cuadrelli   |                       | Pueblo Nuevo                              | 13.587  | 6,80  |
| Franco Héctor José Catalani   | María Alicia Iribarren    |                       | Frente Pampeano para la Victoria          | 11.104  | 5,56  |
| Juan Carlos Passo             | Jorge Omar Overst         |                       | Partido GEN                               | 2.428   | 1,22  |
| Federico Erenesto Ignaszewski | Gladys Esther Flores      |                       | Partido Patria Grande                     | 1.687   | 0,84  |
| Liliana Edith Telerman        | Héctor Agüera             |                       | Partido Socialista Auténtico              | 1.128   | 0,56  |
| Votos positivos               | Votos positivos           | Votos positivos       | Votos positivos                           | 199.743 | 88,68 |
| Votos en blanco               | Votos en blanco           | Votos en blanco       | Votos en blanco                           | 23.347  | 10,37 |
| Votos nulos                   | Votos nulos               | Votos nulos           | Votos nulos                               | 2.142   | 0,95  |
| Participación                 | Participación             | Participación         | Participación                             | 225.232 | 82,16 |
| Electores registrados         | Electores registrados     | Electores registrados | Electores registrados                     | 274.152 | 100   |
| Fuente:                       |                           |                       |                                           |         |       |

### Cámara de Diputados
| Partido               | Partido                                   | Votos   | %     | Bancas | Candidatos |
| --------------------- | ----------------------------------------- | ------- | ----- | ------ | --- |
|                       | Partido Justicialista                     | 89.718  | 46,68 | 15/30  | Ver candidatos: 1. Alicia Susana Mayoral 2. Javier Facundo Sola 3. Espartaco Marín 4. Sandra Fabiana Fonseca 5. Roberto Ricardo Robledo 6. Raúl Alberto Zurbrigk 7. Claudia Marina Godoy 8. Carina Lorena Pereyra 9. Jorge Alberto Lezcano 10. María Soledad Sciu 11. Stella Maris Colla 12. Alicia Ester Re 13. Rodolfo José Silvestre Calvo 14. Ariel Rauschenberger 15. María Lucrecia Barruti 16. José Adrián González 17. Vanina Elena Molina 18. Luciano di Napoli 19. Gastón Abel Pellegrino 20. Miriam Diana González 21. Carlos Daniel Sabarots Abdala 22. Rodrigo Genoni 23. Gabriela Elisabet Vissani 24. Miguel Ángel Tanos 25. Leonardo Pedro Viara 26. Silvia Beatriz Caminos 27. Daniel Hugo Pérez 28. Mario Pascual Biondi 29. Adriana Raquel Schiller 30. Mario Omar González                                        |
|                       | Propuesta Frente Pampeano Cívico y Social | 71.170  | 37,03 | 12/30  | Ver candidatos: 1. Ricardo Oscar Consiglio 2. Patricia Clelia Testa 3. Carlos Maximiliano Aliaga Souto 4. Martín Berhongaray 5. María Josefina Díaz 6. Carlos Alberto Bruno 7. José Luis Vendramini 8. Adriana Beatriz Leher 9. Fernando Fabio Perello 10. Luis Hernán Solana 11. Marcela Inés Coli 12. Abel Osvaldo Sabarots 13. Héctor Claudio Fazzini 14. Mirta Gloria Viola 15. Mario Sergio González 16. Luis María Orgales 17. Eva Inés Pintado 18. Luis Alberto Evangelista 19. Leonardo Ananía 20. Nidia Lilian Ancin 21. Omar Eduardo Gebruers 22. Cristian Alberto Montero 23. Ana Josefina María Romano 24. Osvaldo Enrique Lehr 25. María Lucila Álvarez 26. Gastón Alberto Bonacci 27. Antonio Domingo Sapegno 28. Gisela Viviana Cuadrado 29. Fabricio Miguel Cardoni 30. Silvio Omar Hecker                            |
|                       | Pueblo Nuevo                              | 14.164  | 7,37  | 2/30   | Ver candidatos: 1. Daniel Robledo 2. Darío Omar Hernández 3. Elba Raquel Vitilon 4. Alfredo Tomás Daratha 5. Blanca Elba Soto 6. Franco Emanuel Romero 7. Lucy Adriana Rodríguez 8. Natalia Manago 9. Roberto Aramis Riera 10. Elio Oscar Rolan 11. Iris Miriam García 12. Ariel Alfredo Galván 13. Mirta Graciela Moreno 14. Matías Daniel Osuna 15. Stella Maris del Malvar 16. Darío Eduardo Truy Truy 17. Ezequiel Arrutti 18. Gisela María José Mensi 19. Ricardo Jorge Baimler 20. María Virginia Chapuis 21. Raúl Eduardo Carassay 22. Juan Marcelo González 23. Miguel Alberto Arriagada 24. Alicia Perla Gorosito 25. Diego Sebastián Zabala 26. Ivana Gladys Bascuñán 27. Carlos Gastón Martín Macho 28. Damián Jesús Vanegas 29. Delia Marta Coria 30. Miguel Ángel Masera                                                 |
|                       | Frente Pampeano para la Victoria          | 11.365  | 5,91  | 1/30   | Ver candidatos: 1. Eduardo Tindiglia 2. Federico Roberto Costabel 3. Paola Carina Assone 4. Oscar Mario Sosa 5. Daniel Osvaldo Bedotti 6. Nora Beatriz Prieto 7. Ariel Gustavo Muñoz 8. Clarisa Irma Gómez 9. Enrique Daniel Marzari 10. Juan Carlos Arias 11. Victoria Inés García 12. Emiliano Córdoba 13. Fabián Alberto Couat 14. Azucena Fernández 15. Héctor Oscar Maggio 16. Nelson Rubén Weis 17. Silvia Fabiana Sosa 18. Néstor Marcelo Fernández 19. Matías Herzel 20. Silvana Jael Montecino 21. Cristian Fernando Beresiarte 22. Ignacio Javier Panadeiro 23. Diana Elisabet Mainz 24. Francisco José Babinec 25. Javier Fabián García 26. Liliana Elizabeth Tomaso 27. Juan Carlos Resia 28. Silvana Virginia Suárez 29. Walter Gustavo Santana 30. Aldo Omar Guazzini                                                   |
|                       | Partido GEN                               | 2.800   | 1,46  | 0/30   | Ver candidatos: 1. Antonio Oscar Sastre 2. Rodolfo Hernán Landucci 3. Viviana del Carmen Cruces 4. Carlos María Conti 5. Juan Rubén Brizuela 6. Silvana Carina Casadei 7. Emanuel David Galván 8. René Omar Gómez 9. Sara Elvira Lucero 10. Ramón Ignacio Montes 11. Mariela Alejandra Santander 12. Jorge Horacio García 13. Luciano Hernán Crespo 14. Carina María Andrea Marenchino 15. Norberto Francisco Rossini 16. Paula Verónica Moyano 17. Hernando Antonio Maica 18. Hugo Héctor Liborio 19. Andrea Lorena Schenkel 20. César Carlos Julio García 21. Yanina Jesica Zimerman Torres 22. Silvina Susana Pérez 23. Segundo Omar Repetto 24. Marisol Analía de Oro 25. Alejandra Leonor Suárez 26. Gisel Evangelina Fernández 27. Horacio Omar Iraola 28. Justina Rivero 29. Ruth Lorena Natalia Trecco 30. Juan Antonio Ganga |
|                       | Partido Patria Grande                     | 1.772   | 0,92  | 0/30   | Ver candidatos: 1. Norberto Manuel Lazarte 2. Pilar Galende Villavicencio 3. Juan José Rosso 4. Mauro Daniel Perrone 5. Débora Natalia Valdez 6. Carlos Marcelo Peralta 7. Silvio Daniel Tejada 8. Marcela Andrea Feininger 9. Georgina Rita D'Innocenzo 10. Lucas Hernán Brizuela 11. Pascual Andrés Borello 12. Lorena Mariela Lucero 13. Nelson Edgardo Sergio de la Barra 14. Jorge Daniel Ávila 15. Isidro Javier García Martínez 16. Horacio Javier Braun 17. Luciano Vuillermin 18. Ivana Lorena Chillemi 19. Sonia Fabiana Horny 20. Omar Daniel Weigum 21. Mauro Nahuel Acosta 22. Paola Mariel Tosini 23. Francisca Beatriz Imposa 24. Daniel Ranz Álvarez 25. Carlos Daniel Martínez 26. María del Carmen Pereyra 27. Germán Agustín Pauletti                                                                              |
|                       | Partido Socialista Auténtico              | 1.208   | 0,63  | 0/30   | Ver candidatos: 1. Carlos María Juncos 2. Nélida Liliana Rechimont 3. Lucidio Mario Schneider 4. Mariana Soledad Zamudio 5. Juan Carlos Irusta 6. José Ernesto Coria Guardia 7. Romina Anabella Sosa 8. Gustavo Miguel Timm 9. Alejandra Claudia Alfageme 10. Olga Nora Poblet 11. Carlos René Muñoz 12. Claudia Beatriz Quiroga 13. Susana Lorena May 14. Julián Naiquén Grassi Agüera 15. Ana María del Carmen Beraudo 16. Margarita Azucena Sayago 17. Adolfo Alejandro Soarez 18. Romina Paola Celis Ose 19. Yamila Pamela Ledo 20. Jose Higinio Álvarez 21. Aracelli Rosa Cornejo 22. Adriana Mabel Funes 23. Juan Diego Martigani 24. Cecilia Marcela Velásquez Toro 25. Gimena Evelin Díaz 26. Mauro Tittarelli 27. Mario Juan Carlos Pracilio 28. Natalia Lis Suquia 29. Félix Alberto Santero                                |
| Votos positivos       | Votos positivos                           | 192.197 | 85,33 |        | |
| Votos en blanco       | Votos en blanco                           | 30.920  | 13,73 |        | |
| Votos nulos           | Votos nulos                               | 2.115   | 0,94  |        | |
| Participación         | Participación                             | 225.232 | 82,16 |        | |
| Electores registrados | Electores registrados                     | 274.152 | 100   |        | |
| Fuente:               |                                           |         |       |        | |